# کشتی مین‌جمع‌کن کلاس بی‌وای‌ام‌اس
کشتی مین‌جمع‌کن کلاس بی‌وای‌ام‌اس (به انگلیسی: BYMS-class minesweeper) یک کلاس از کشتی است که طول آن ۱۳۶ فوت (۴۱ متر) می‌باشد.